# Niwa+
niwa+（ニワタス）は、滋賀県草津市にある複合商業施設である。

## 概要
30数年もの間、未利用地だったJR東海道本線（琵琶湖線）・JR草津線の草津駅前にある約1,600平方メートルの市所有地に整備された複合商業施設である。当施設は草津市がナチュラルガーデンを整備し、草津まちづくり株式会社が店舗を建設した官民連携プロジェクトである。なお、当プロジェクトのコンセプトは後述とする。

## 歴史

### 年表
- 2014年（平成26年）7月26日：開業[1][2]。

### コンセプト
当施設を開設するために制定されたプロジェクトのコンセプトは、下記の3つから構成される。
1. 「元気とうるおいのある生活交流拠点都市」の先導的プロジェクト
2. 「歩いて楽しい回遊性の高いまち」の回遊拠点の1つ
3. 「個性的で魅力のある店が集積するまち」の見本をつくる

## 施設
下記の各店舗から構成される。なお、営業時間および定休日は各店舗ごとに異なる。

### 現在
- 叶 匠壽庵（カノウショウジュアン）
- cafe tori（カフェ トリ）
- CONEY ISLAND STANDARD（コニーアイランドスタンダード） - 2022年（令和4年）9月11日開店[5]。
- SESSIONS（セッションズ） - 2023年（令和5年）11月11日開店[6]。

### 過去
- Boulangerie 6（ブーランジュリー シス） - 2023年（令和5年）10月8日をもって閉店[7]。新店舗（移転）は神奈川県に出店予定[7]。
- Misora Terrace（ミソラ テラス） - 2024年（令和6年）5月6日をもって閉店[8]。

## アクセス
公共交通機関
- JR東海道本線（琵琶湖線）・JR草津線草津駅下車、同駅東口より徒歩1分[9]。

自動車
- 名神高速道路栗東IC下車、国道1号を経由して約12分[9]。  - （駐車場：当施設専用駐車場が無いため、近隣の駐車場（草津駅前地下駐車場など）を利用しなければならない[9]）

## 周辺
商業地となっており、百貨店・スーパーマーケット・うばがもち販売店がある。付近には飲食店やマンションも点在する。こども園・幼稚園・公立小学校はその近隣に設けられている。かつては滋賀県草津警察署が国道1号付近にあったが、新庁舎が駅西側（草津市野村三丁目）に竣工したため、同署は2021年（令和3年）9月21日に移転した。なお、周辺施設の案内は草津駅 (滋賀県)#駅周辺を参照。